# 송인혁
송인혁(영어: Song InHyuk, 1977년 3월 4일 ~ )은 대한민국의 저술가, 기업인, 프로그래머이다.

## 생애
2009년 세계 지성의 향연 TED 글로벌 컨퍼런스를 국내에 알리며 큐레이터로서 지역 이벤트 TEDxSeoul, TEDxSamsung, TEDxItaewon의 기획에 참여했다. 2014년까지 CBS와 협력하여 세바시를 제작하는데 참여했다. 2015년 서울시와 20X20 컨퍼런스를 기획하여 EBS를 통해 방영하며 국내 강연 문화 성장과 확산에 힘을 썼다. 2016년에는 컨퍼런스와 컬리너리 투어를 결합한 야외판 TED로 불리는 라이프스쿨을 공동 기획 및 운영하고, 170개 도시가 참여하는 행동가들의 실패를 축하하는 퍽업나이트(FuckupNight) 서울의 큐레이터로 활동했다. 또한 2015년, 2016년 대통령직속위원회 청년위원으로 활동했다. 2017년 10월부터는 유니크굿컴퍼니를 공동창업하여 체험형 콘텐츠 플랫폼 리얼월드를 개발하고 있다. 2023년 11월 세계최대규모 집객 이벤트로 세계기네스북에 등재되었다.

## 경력
- 2017년 ~ : 유니크굿컴퍼니 공동 대표
- 2015년 ~ 2016년 : 대통령직속위원회 청년위원 3기, 4기
- 2016년 ~ : FuckupNight(FUN) Seoul 큐레이터
- 2016년 ~ : 더라이프스쿨 공동기획
- 2015년 ~ : 삶의 차이를 만드는 20가지 아이디어 그리고 20분 20x20 큐레이터
- 2013.08 ~ 2014.11 : 세상을 바꾸는 시간 15분 큐레이터
- 2010년 ~ 2011년 : TEDxSamsung 라이센시
- 2004년 ~ 2011년 : 삼성전자 스마트TV 사업부 SW 개발 및 중장기 전략 기획

## 저서
저서
- 2019년 : 《유니크굿》[13]. 프레너미. 2019년 1년 21일. ISBN 9791187383413.
- 2017년 : 《퍼펙트스톰》[14]. 프레너미. 2017년 1년 16일. ISBN 9791187383154.
- 2013년 : 《창조력 주식회사》[15]. INU. 2013년 8년 5일. ISBN 9788996366508.
- 2012년 : 《스파크》[16]. 생각정원. 2012년 8년 17일. ISBN 9788996792956.
- 2011년 : 《화난 원숭이들은 모두 어디로 갔을까?》[17]. INU. 2011년 10월 10일. ISBN 9788996366546.
- 2010년 : 《모두가 광장에 모이다》. INU. 2010년 1월 11일. ISBN 9788996366515.

감수
- 2013년 : 《커넥티드 컴퍼니》, 생각을담는집, 2013년 3월 6일. ISBN 9788994120539.

공역
- 2012년 : 《굿 컴퍼니, 착한 회사가 세상을 바꾼다》, 틔움, 2012년 11월 12일. ISBN 9788998171025.

공저
- 2011년 : 《세상을 바꾸는 시간, 15분 1》, 생각을담는집, 2011년 12월 5일. ISBN 9788994981192.